# Геледійський султанат
Геледійський султанат (сом. Saldanadda Geledi;  араб. سلطنة غلدي) — африканська держава на Африканському Розі, що існувала з кінця XVII ст. Успішно протистояла міграції племен оромо. Досягла найбільшого піднесення у 1840-х роках. 1910 року приєднано до Італійського Сомалі.

## Історія
Наприкінці XVII ст. після розпаду Аджуранського султанату утворилося декілька держав. Сомалійські клани Сілкіс і Рахавейн почали боротьбу між собою за західні області колишнього Аджурану. Аджуранський полководець Ібрагім Адір, голована Раханвейн, зумів здобути перемогу, заснувавши султанат Геледі. В подальшому було підкорено сомалійські клани хавіе та шикхаал, підклан бімаал клану дір.
Наступний султан Махамуд Ібрагім зміцнив військо, провівши мілітарізацію держави. було споруджено численні форти та забезпечено захист караванних шляхів. Також відбито напади племен оромо. За цим очищено від арабських піратів підконтрольні води. Все це сприяло поліпшеню торгівлі, наповненості скарбниці.
Найбільшого піднесення держава досягла за панування султана Юсуфа Махамуда Ібрагіма, що продовжив зміцнювати військо та розвивати землеробства, ремісництво та торгівлю. Йому вдалося стати фактичним правителем Могадішо при номінальному пануванні занзібарського султанату. Водночас стикнувся з повстанням в Бардере, де було шейхом Ібрагімом Ябору ще 1819 року створено незалежну державу (джамаат) та оголошено джихад. Конфлікти з ним почалися у 1836 році, які переросли у відкриту війну 1840 року. Лише 1843 року, зібравши 40-тисячне військо, султану вдалося перемогти супротивника, знищивши джамаат. В подальшому вдалося придушити повстання клані маджиртин і бімаал в 1846—1847 роках.
Наступний султан Ахмад Юсуф успішно збільшував вплив держави уздовж східноафриканського узбережжя на південь, обмеживши реальний вплив занзібарського султанату, зокрема встановлено владу над важливим портом Ламу.
Султан Осман Ахмад стикнувся з зазіханням британців, італійців та ефіопів на свої землі. Спочатку вдалося завдати поразки ефіопському війську у битві біля Лууки. Проте султан не міг завадити британцям зайняти Ламі, а італійцям — Могадішо. У 1905 році розпочато перемови з мулою Саїдом мухаммадом, головою Держави дервішів, про спільні дії проти європейців. Проте це особистісті конфлікти союзу не відбулося. 1908 року було визнано італійський протекторат. Проти цього виступив шейх Увес аль-бараві, але його повстання було швидко придушено італійцями. 1910 року після смерті Османа Ахмада його володіння було приєднано до Італійського Сомалі.

## Територія
Оховлював долину річки Джубба, простягався до частини річки Уебі-Шабелле.

## Устрій
Султани з династії Гобрун мали вищу політичну, військову, релігійну та судову владу. Він спирався на раді ахіяарів (видатних старійшин). На місцях керували малаки і іслави (вожді племен). Релігійними справами опікувалися імами та шейхи. Основними містами керували брати або сини правлячого султана.

### Султани
- Ібрагім Адір (1690-ті—1750-ті)
- Махамуд Ібрагім (1750-ті—1828)
- Юсуф Махамуд Ібрагім (1828—1848)
- Ахмад Юсуф (1848—1878)
- Осман Ахмад (1878—1910)

## Суспільство
На чолі стояв султан разом з родиною та усім кланом Геледі. Далі йшли шляхта (поділялася на аристократів та місцевих вождів), простолюдини та раби (належали переважно банту і оромо).

## Економіка
Основу тривалий час становили ремісництво, скотарство, землеробство і торгівля. З часом перевагу здобуло плантаторське землеробство, де використовувалася рабська праця. Вирощували у значній кількості зернові, бавовник, кукурудзу, сорго, фрукти та овочі, банани, манго, цукрову тростину. При цьому вирощування великої і дрібної худоби було відсуненоо на другий план.
Султанат контролював розгалужену торгову мережу, торгуючи з Аравією, Персією, державою Каффа (в середині континенту) Індією, Близьким Сходом, Занзібаром, Пате, домінуючи у східноафриканській торгівлі. Вивозили харчі, рабів, худобу, птахів, слонову кістку, бавовну, залізо, золото. Особливо значним був експорт зернових у XIX ст., завдяки чому землі Геледі називали Зерновим узбережжям Ємену. З глибин Африки до портів султанату привозили страусове пір'я, шкури леопарда та алое. Основним портом була Барава. В часи піднесення в середині XIX ст. султанат контролював порти Кісмайо, Ламу, Марка і Могадішо.
міста були центрами ремісницького виробництва. Насамперед розвивалося ткацтво, шевське виробництво, виготовлення посуду, ювелірна справа.
В державі карбувалася власна монета.

## Військо
В мирний час становило 20 тис. вояків. які поділялися на кінноту та піхоту. З початком бойових дій збільшувалося до 50 тис. На озброєні перебували гвінтівки та гармати. Було зведено численні кам'яні укріплення, щоб забезпечити прихисток армії у внутрішніх та прибережних районах. У кожній провінції солдати перебували під наглядом військового командира (малааха). Існував флот для охорони узбережжя.
Воякам-ветеранам виплачувалася пенсія та надавали земельні маєтки, де вони облаштовували плантації.